# Джильйола Чинкветті
Джильйо́ла Чинкве́тті (італ. Gigliola Cinquetti; нар. 20 грудня 1947, Верона, Італія) — італійська співачка, телеведуча й акторка. Переможниця пісенного конкурсу Євробачення 1964 року.

## Життєпис
1963 року Чинкветті стала переможницею фестивалю в Кастрокаро. Наступного року співачка перемогла на фестивалі Санремо з піснею «Я замолода (щоб кохати тебе)» («Non ho l'età (per amarti)») на пісенному конкурсі Євробачення 1964.
1974 року Джильйола Чинкветті вдруге представляла Італію на Євробаченні, посівши друге місце (перемогу здобув шведський гурт АВВА).
1984 року співачка посіла третє місце на фестивалі Санремо. 1991 року разом з Тото Кутуньо була ведучою Євробачення.

## Дискографія
- 1964 : Gigliola Cinquetti
- 1967 : La rosa nera
- 1967 : Gigliola per i più piccini
- 1968 : Gigliola Cinquetti e il Trio Panchos in Messico
- 1969 : Il treno dell'amore
- 1971 : Cantando con gli amici
- 1971 : …e io le canto così
- 1972 : Su e giù per le montagne
- 1972 : I Vari Volti Di Gigliola Cinquetti
- 1973 : Recital In Japan
- 1973 : Stasera ballo liscio
- 1974 : Bonjour Paris
- 1974 : Gigliola Cinquetti in Francia
- 1974 : Gigliola Cinquetti
- 1974 : L'Edera e Altre Fantasie
- 1975 : Il meglio di Gigliola Cinquetti
- 1975 : Gigliola Cinquetti e la banda
- 1978 : Pensieri di donna
- 1982 : Portobello
- 1989 : …e inoltre ciao
- 1991 : Tutt'intorno
- 1994 : Luna Nel Blu…Con Amore
- 1995 : Giovane vecchio cuore
- 1996 : Live in Tokyo
- 1997 : Prima del temporale
- 2004 : Collezione Privata
- 2006 : Il Meglio di Gigliola Cinquetti